# Troy Garity
Troy Garity, pseudonimo di Troy O'Donovan Hayden (Los Angeles, 7 luglio 1973), è un attore statunitense.

## Biografia
Figlio dell'attrice Jane Fonda e di Tom Hayden. Il suo pseudonimo è un omaggio alla nonna paterna, mentre i suoi due nomi si riferiscono a due militanti attivisti. È cresciuto in una delle famiglie più note di Hollywood: il nonno materno era Henry Fonda, lo zio era Peter Fonda e la cugina è l'attrice Bridget Fonda. Debutta a 8 anni nel film Sul lago dorato, il cui cast comprende anche la madre e il nonno. Si trasferisce a New York per studiare all'American Academy of Dramatic Arts. Terminati gli studi ritorna a Los Angeles.
Nel 2000 impersona suo padre nel film Steal This Movie. In seguito recita in Bandits di Barry Levinson.  
Nel 2002 partecipa alla commedia La bottega del barbiere e al sequel del 2004. Per la sua interpretazione nel film Soldier's Girl è candidato ad un Golden Globe e ad un Independent Spirit Award per il miglior attore non protagonista. 
Nel 2004 recita in After the Sunset di Brett Ratner, mentre nel 2007 interpreta Harvey, il primo ufficiale addetto alle comunicazioni, in Sunshine di Danny Boyle. 
Nel 2008 è nel cast di Winged Creatures - Il giorno del destino. Nel 2011 interpreta un personaggio ricorrente nella serie The Playboy Club.

## Filmografia

### Cinema
- Sul lago dorato (On Golden Pond), regia di Mark Rydell (1981)
- Ipotesi di complotto (Conspiracy Theory), regia di Richard Donner (1997)
- Steal This Movie, regia di Robert Greenwald (2000)
- Fashion Crimes (Perfume), regia di Michael Rymer (2001)
- Bandits, regia di Barry Levinson (2001)
- La bottega del barbiere (Barbershop), regia di Tim Story (2002)
- Milwaukee, Minnesota, regia di Allan Mindel (2003)
- La bottega del barbiere 2 (Barbershop 2: Back in Business), regia di Kevin Rodney Sullivan (2004)
- After the Sunset, regia di Brett Ratner (2004)
- Sunshine, regia di Danny Boyle (2007)
- Eichmann, regia di Robert Young (2007)
- Lake City, regia di Hunter Hill e Perry Moore (2008)
- Winged Creatures - Il giorno del destino (Winged Creatures), regia di Rowan Woods (2008)
- A Day in the Life, regia di Sticky Fingaz (2009)
- My One and Only, regia di Richard Loncraine (2009)
- Mercy, regia di Patrick Hoelck (2009)
- The Good Doctor, regia di Lance Daly (2011)
- Gangster Squad, regia di Ruben Fleischer (2013)
- Red Sky, regia di Mario Van Peebles (2014)
- Aspettando Alex (Alex of Venice), regia di Chris Messina (2014)
- Sabotage, regia di David Ayer (2014)
- La bottega del barbiere 3 (Barbershop: The Next Cut), regia di Malcolm D. Lee (2016)
- The Brooklyn Banker, regia di Federico Castelluccio (2016)

### Televisione
- The Cherokee Kid, regia di Paris Barclay – film TV (1996)
- Soldier's Girl, regia di Frank Pierson – film TV (2003)
- Dr. House - Medical Division (House, M.D.) – serie TV, episodio 6x08 (2009)
- Hawaii Five-0 – serie TV, 1 episodio (2011)
- The Playboy Club – serie TV, 4 episodi (2011)
- Boss – serie TV, 18 episodi (2011-2012)
- Elementary – serie TV, 1 episodio (2013)
- Unforgettable – serie TV, 1 episodio (2014)
- Ballers – serie TV, 43 episodi (2015-2019)
- Shooter – serie TV, 4 episodi (2017)

## Doppiatori italiani
Nelle versioni in italiano dei suoi lavori, Troy Garity è stato doppiaato da:
- Alberto Caneva ne La bottega del barbiere, La bottega del barbiere 2, La bottega del barbiere 3
- Emiliano Reggente in Boss, Ballers
- Mauro Gravina in After the Sunset, Winged Creatures - Il giorno del destino
- Giorgio Borghetti in Dr. House - Medical Division
- Luigi Ferraro in Bandits
- Vittorio De Angelis in Sunshine
- Gianfranco Miranda in My One and Only (ridoppiaggio)
- Pino Ammendola in Hawaii Five-0
- Stefano Alessandroni in Magnum P.I.
- Andrea Lavagnino in Law & Order - Unità vittime speciali